# Litwa na Letniej Uniwersjadzie 2009
Litwę na Letniej Uniwersjadzie w Belgradzie reprezentowało 52 zawodników. Litwini zdobyli trzy medale (1złoty,1 srebrny i 1 brązowy).
Sporty drużynowe w których Litwa brała udział:
| Dyscyplina  | Mężczyźni | Kobiety |
| Koszykówka  | ✔         |         |
| Piłka nożna |           |         |
| Piłka wodna |           |         |
| Siatkówka   |           |         |

## Medale

### Złoto
- Lina Grinčikaitė - lekkoatletyka, bieg na 100 m

### Srebro
- Sonata Tamošaitytė - lekkoatletyka, bieg na 100 m przez płotki

### Brąz
- Giedrius Titenis - pływanie, 200 m stylem klasycznym